# 현장토크쇼 TAXI
《현장토크쇼 TAXI》는 tvN에서 2007년 9월 8일부터 2017년 11월 1일까지 방영된 토크쇼이다.

## 방송 개요
진행자가 택시를 직접 운행하면서 게스트와 이야기를 나누는 형식을 기본으로 하고 있다. 또한 게스트로부터 허심탄회한 이야기를 꺼내놓게 하기 위해 게스트가 친숙하게 여기는 장소나 게스트의 집을 직접 방문하기도 한다.

## 방송 시간
| 방송 채널 | 방송 기간                           | 방송 시간                           |
| tvN       |                                     |                                     |
| --------- | ----------------------------------- | ----------------------------------- |
| tvN       | 2007년 9월 8일 ~ 2008년 3월 29일    | 매주 토요일 밤 11시                 |
| tvN       | 2008년 4월 3일 ~ 2011년 11월 3일    | 매주 목요일 밤 12시                 |
| tvN       | 2011년 11월 10일 ~ 2012년 2월 23일  | 매주 목요일 밤 12시 15분            |
| tvN       | 2012년 4월 5일 ~ 2012년 5월 10일    | 매주 목요일 밤 12시 10분            |
| tvN       | 2012년 5월 17일 ~ 2012년 8월 2일    | 매주 목요일 밤 12시 20분            |
| tvN       | 2012년 8월 9일 ~ 2012년 11월 29일   | 매주 목요일 밤 9시 / 12시 20분      |
| tvN       | 2012년 12월 10일 ~ 2013년 2월 18일  | 매주 월요일 밤 12시                 |
| tvN       | 2013년 2월 25일 ~ 2013년 5월 13일   | 매주 월요일 밤 12시 30분            |
| tvN       | 2013년 5월 20일 ~ 2013년 11월 4일   | 매주 월요일 밤 8시 / 12시 20분      |
| tvN       | 2013년 11월 11일 ~ 2013년 11월 18일 | 매주 월요일 밤 8시                  |
| tvN       | 2013년 12월 2일 ~ 2013년 12월 23일  | 매주 월요일 밤 7시 50분             |
| tvN       | 2014년 1월 4일 ~ 2014년 1월 18일    | 매주 토요일 밤 8시 40분             |
| tvN       | 2014년 1월 23일 ~ 2014년 5월 15일   | 매주 목요일 밤 7시 50분             |
| tvN       | 2014년 6월 24일 ~ 2015년 5월 12일   | 매주 화요일 밤 12시 20분            |
| tvN       | 2015년 5월 19일 ~ 2015년 9월 15일   | 매주 화요일 밤 8시 40분 / 12시 20분 |
| tvN       | 2015년 9월 22일 ~ 2016년 12월 27일  | 매주 화요일 밤 8시 40분             |
| tvN       | 2017년 1월 4일 ~ 2017년 2월 8일     | 매주 수요일 밤 8시 40분 / 12시 20분 |
| tvN       | 2017년 2월 15일 ~ 2017년 11월 1일   | 매주 수요일 밤 12시 20분            |

## 진행자
| 역대 | 출연진 | 방송 기간                         |
| ---- | ------ | --------------------------------- |
| 1대  | 이영자 | 2007년 9월 ~ 2008년 12월          |
| 1대  | 김창렬 | 2007년 9월 ~ 2008년 12월          |
| 2대  | 이영자 | 2009년 1월 22일 ~ 2012년 8월      |
| 2대  | 공형진 | 2009년 1월 22일 ~ 2012년 8월      |
| 3대  | 김구라 | 2012년 8월 28일 ~ 2014년 5월 15일 |
| 3대  | 전현무 | 2012년 10월 4일 ~ 2013년 7월 22일 |
| 4대  | 김구라 | 2013년 8월 26일 ~ 2014년 5월 15일 |
| 4대  | 홍은희 | 2013년 8월 26일 ~ 2014년 5월 15일 |
| 5대  | 이영자 | 2014년 6월 24일 ~ 2017년 11월 1일 |
| 5대  | 오만석 | 2014년 6월 24일 ~ 2017년 11월 1일 |